# Фада
Фада (фр. Fada, араб. فادا‎) — административный центр региона Западный Эннеди и входящего в его состав одноимённого департамента. 
Ранее был центром региона Эннеди, образованного в 2008 году на месте департаментов Западное и Восточное Эннеди бывшего региона Борку-Эннеди-Тибести. В 2012 году Эннеди был разделён на два новых региона: Восточный и Западный Эннеди.
Фада расположена на плато Эннеди и имеет население в 23 786 человек (на декабрь 2005). Фада известна своими и окружающими её пещерными рисунками и скалами. Гельта Аршей и деревья, растущие в вади являются местными достопримечательностями.
Фада — место рождения нынешнего президента Чада Идриса Деби. 
Поселение обслуживается местным аэропортом Фада.

## Климат
| Показатель                    | Янв. | Фев. | Март | Апр. | Май  | Июнь | Июль | Авг. | Сен. | Окт. | Нояб. | Дек. | Год  |
| ----------------------------- | ---- | ---- | ---- | ---- | ---- | ---- | ---- | ---- | ---- | ---- | ----- | ---- | ---- |
| Средний суточный максимум, °C | 29,6 | 31,8 | 35,8 | 38,4 | 39,9 | 40,1 | 37,5 | 36,2 | 36,8 | 36,9 | 33,4  | 30,4 | 35,6 |
| Средняя температура, °C       | 21,9 | 23,3 | 27,2 | 29,7 | 31,4 | 32,1 | 30,4 | 29,8 | 29,7 | 29,2 | 25,9  | 22,6 | 27,8 |
| Средний суточный минимум, °C  | 14,3 | 14,8 | 18,7 | 21,1 | 23,0 | 24,2 | 23,3 | 23,4 | 22,7 | 21,5 | 18,4  | 14,9 | 20,0 |
| Норма осадков, мм             | 0,0  | 0,0  | 0,0  | 0,0  | 3,4  | 5,1  | 20,5 | 52,3 | 6,7  | 0,1  | 0,0   | 0,0  | 88,1 |
| Источник: ,                   |      |      |      |      |      |      |      |      |      |      |       |      |      |